# Dicranota (Rhaphidolabis) platymera
Dicranota (Rhaphidolabis) platymera is een tweevleugelige uit de familie Pediciidae. De soort komt voor in het Palearctisch gebied.